# جفال العلياء (حسيني)
جفال العلياء (بالفارسية: جفال بالا) هي منطقة سكنية تقع في إيران في قسم حسيني الريفي.